# Schwobfeld
Schwobfeld is een gemeente in de Duitse deelstaat Thüringen, en maakt deel uit van de Landkreis Eichsfeld.
Schwobfeld telt 104 inwoners.